# Aktywny zabójca
Aktywny zabójca lub aktywny strzelec (ang. active killer, active shooter) – osoba (lub osoby) czynnie zaangażowana w zabójstwo (lub próbę zabójstwa) w miejscu przebywania dużej liczby ludzi. Ataki przeprowadzone przez taką osobę mogą mieć miejsce zarówno w dużych, otwartych przestrzeniach, jak i w ograniczonych przestrzeniach zamkniętych. W większości przypadków aktywni zabójcy używają broni palnej i nie da się określić, w jaki sposób dobierają swoje ofiary. Zdarzenia tego typu cechują się swoją nieprzewidywalnością i gwałtownością. 

## Terminologia
Termin „aktywny strzelec” powstał niedługo po masakrze w Columbine High School w 1999 roku, jako potoczne określenie jednego ze scenariuszy, na jakie przygotowywane były jednostki specjalne SWAT. Określenie początkowo stosowane w kręgach służb państwowych przeniknęło do mediów po kolejnych tego typu zdarzeniach jak strzelanina w kinie w Aurorze, strzelanina w szkole w Newtown czy strzelanina w stoczni w Waszyngtonie.
Samo określenie „aktywny strzelec” powoduje pewne nieścisłości, szczególnie w mediach. W styczniu 2014 r. stacja CNN podała w raporcie zatytułowanym Liczba masowych strzelanin wzrasta, że „incydenty z udziałem aktywnych strzelców stały się tak powszechne, że inne przykłady same przychodzą na myśl: Newtown, Navy Yard, Fort Hood, Virginia Tech”. Tego typu relacje medialne sprawiają, że w powszechnej opinii problem aktywnych zabójców postrzegany jest jako poważne zagrożenie, powodujące śmierć wielu ludzi. Tymczasem według danych FBI w stu dziesięciu przeanalizowanych incydentach tego typu z lat 2000–2012 w 3/4 przypadków ofiar śmiertelnych było mniej niż cztery, zaś w 1/4 przypadków ofiar śmiertelnych nie było wcale. Ponadto w corocznych raportach amerykańskich agencji rządowych sporządzanych w przeciągu ostatnich trzech dekad, w Stanach Zjednoczonych każdego roku dochodziło średnio do dwudziestu masowych strzelanin rocznie i liczba ta nie podlegała w badanym okresie ani zwiększeniu, ani zmniejszeniu.

## Obrona

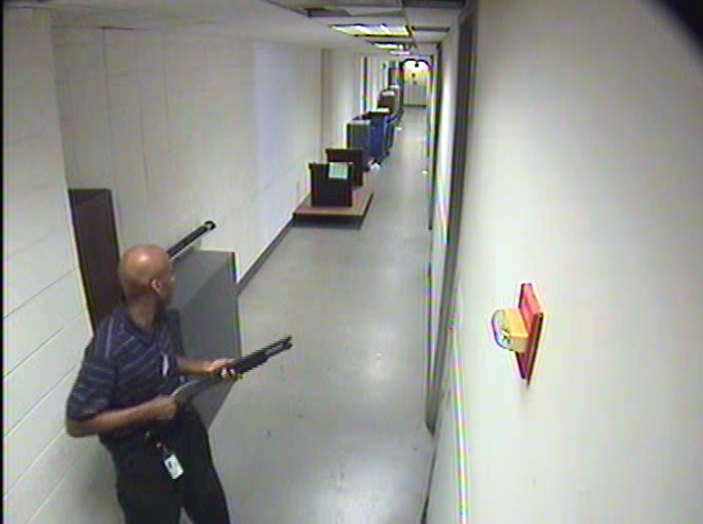
Aaron Alexis, sprawca strzelaniny w Washington Navy Yard, uchwycony przez kamerę przemysłową

Jedną z zalecanych taktyk jest możliwie jak najszybsze unieszkodliwienie napastnika. Według tej taktyki priorytetem służb przybyłych na miejsce zdarzenia powinno być natychmiastowe zneutralizowanie przestępcy i powinno to zostać zrobione w pierwszej kolejności, nawet przed udzieleniem pomocy poszkodowanym. Tak drastyczna taktyka zalecana jest ze względu na nieobliczalność aktywnych zabójców, ich agresywność i szybkość działania. Z tego powodu również służby powinny działać bezwzględnie i agresywnie. Jeśli okoliczności temu sprzyjają i występuje taka konieczność, zaleca się także zaatakowanie napastnika przez osoby cywilne (w ten sposób powstrzymany został sprawca ataku na uczniów w szkole w Red Lion czy strzelaniny w Tucson). Odwaga jednostki może być kluczowa – według byłego policjanta, Rona Borscha, w 50% przypadków aktywnego zabójcę powstrzymali nieuzbrojeni cywile, w 25% uzbrojeni cywile, a w 25% samotni pojedynczy policjanci.

## Taksonomia
Aktywny zabójca jest typem seryjnego mordercy, ale nie każdy seryjny morderca to aktywny zabójca. Tym, co ich wyróżnia, jest motywacja i sposób działania:
- bez względu na powody, celem aktywnego zabójcy jest zabicie jak największej ilości osób przed przybyciem służb,
- miejsce działania nie jest przypadkowe, jest zazwyczaj celowo wybrane przez zabójcę i znane mu,
- zabójca aktywnie szuka kolejnych ofiar,
- ofiary są przypadkowe, są zazwyczaj wybierane losowo i bez żadnego klucza.

## Przyczyny
Motywacja aktywnych zabójców jest wysoce losowa. Zazwyczaj jednak ich motywy to osobisty żal o coś lub do kogoś (np. względem pracodawcy, członka rodziny, grupy społecznej, grupy etnicznej itp.) lub zaburzenia psychiczne. Często nie można wskazać przyczyny danego ataku z tego powodu, że przeprowadzany jest on przez osobę z problemami psychicznymi, jednak do momentu ataku normalnie funkcjonującą w społeczeństwie, która do tej pory nie zdradzała niepokojących oznak ani nikomu nie zdradzała swoich zamiarów.

## Prewencja w szkołach

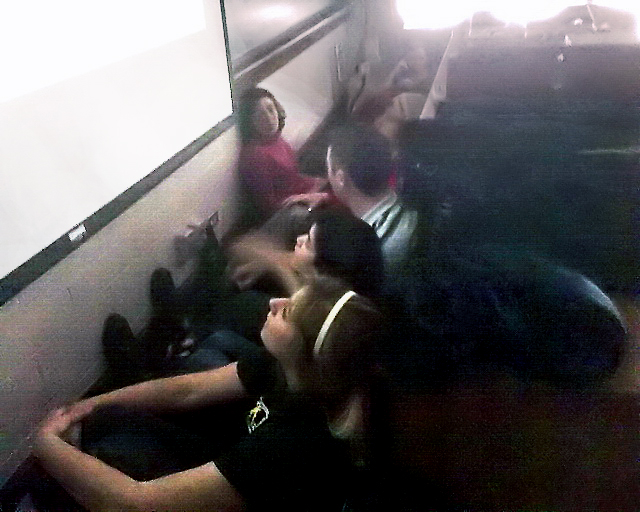
Uczniowie języka francuskiego ukrywający się w jednej z klas podczas masakry w Virginia Tech

W Stanach Zjednoczonych, po wielu atakach aktywnych zabójców na szkoły, w obiektach tych przeprowadzane są ćwiczenia, w których odgrywane są scenariusze zakładające atak aktywnego zabójcy z udziałem funkcjonariuszy służb. Przypominają one ćwiczenia przeciwpożarowe, jakie przeprowadzane są w szkołach już od kilkudziesięciu lat. W szkołach przeprowadza się również szkolenia teoretyczne tak dla uczniów, jak i kadry pedagogicznej i innych ich pracowników, w których omawia się, jak reagować w przypadku tego typu ataków.
Przełomem w zabezpieczaniu szkół była masakra w Columbine High School w 1999 roku. W odpowiedzi na nią wiele szkół amerykańskich zdecydowało się na zatrudnienie pracowników ochrony, przeprowadzanie ćwiczeń z procedur „lockdown” (blokowanie terenu szkoły i ochrona ofiar przez pracowników ochrony i funkcjonariuszy), wprowadzenie obowiązku prowadzenia rejestru osób wizytujących szkołę i wydawanie im przepustek, zamontowanie wykrywaczy metalu (aby nie dopuścić do wnoszenia broni i niebezpiecznych przedmiotów) oraz przeniesienie ubikacji z dala od wejść do budynków. W 2017 roku jedna z prywatnych szkół na Florydzie zdecydowała się nawet na sprzedawanie paneli kuloodpornych do plecaków swoim uczniom (jednak jest to skrajny przypadek). Niektóre szkoły utworzyły również „zespoły oszacowywania zagrożenia”, które mają identyfikować zachowania takie jak zaburzenia psychiczne, narkomania, zachowania destrukcyjne wśród uczniów (w Wirginii istnieje obowiązek tworzenia w szkołach takich zespołów).
Środowisko akademickie współpracuje również z instytucjami rządowymi przy tworzeniu programu szkoleń dla funkcjonariuszy odnośnie do zachowań w przypadkach ataku aktywnego zabójcy na szkoły.

## Wpływ na debatę o posiadaniu broni
Po kolejnych atakach w Stanach Zjednoczonych powraca również debata na temat posiadania broni przez obywateli. Zwyczajowo po tego typu atakach liczba przeciwników łatwego dostępu do broni wzrasta, lecz wskazuje się na tymczasowość tego zjawiska. Jednocześnie jednak po takich atakach wzrasta też sprzedaż broni w myśl powiedzenia wiceprzewodniczącego Narodowego Stowarzyszenia Strzeleckiego Ameryki „jedyną rzeczą, jaka może zatrzymać złego gościa z bronią, jest dobry gość z bronią”. Do wzrostu sprzedaży dochodziło m.in. po incydentach w Newtown, San Bernardino i Orlando.
Masakra w Dunblane w Szkocji z 1996 roku miała z kolei decydujący wpływ na debatę o posiadaniu broni w Wielkiej Brytanii. W jej wyniku śmierć poniosło szesnaścioro dzieci, jeden dorosły oraz sam sprawca ataku. Wkrótce pod petycją o zakazie posiadania broni podpisało się siedemset pięćdziesiąt tysięcy osób. Początkowe rekomendacje dla gabinetu zakładały usprawnienie systemu licencjonowania posiadania broni, jednak konserwatywni rządzący postanowili wprowadzić całkowity zakaz posiadania broni na terenie Anglii, Szkocji i Walii, z wyjątkiem broni jednostrzałowej kalibru 5,6 mm. Ostatecznie jednak także tego rodzaju broni zakazano. Mocniejszych typów broni zakazano już wcześniej, po masakrze w Hungerford z 1987 roku, kiedy zabito również szesnaście osób. Po wprowadzeniu w życie zakazu ogłoszono amnestię dla posiadaczy broni. Jej zwrot państwu był im rekompensowany. Oddano sto sześćdziesiąt dwa tysiące sztuk broni. Od czasu wprowadzenia zakazu, miała miejsce tylko jedna masowa strzelanina w Wielkiej Brytanii – w Kumbrii w 2010 roku.
Również w 1996 roku miała miejsce masakra w Port Arthur w Australii. W jej wyniku śmierć poniosło trzydzieści pięć osób zabitych z broni półautomatycznej. W kraju już trwała debata nad zaostrzeniem przepisów dotyczących posiadania broni. Incydent ten stał się jednak okazją do zdecydowanego działania ówczesnego rządu Johna Howarda. Zaostrzono przepisy dotyczące sprawdzenia przeszłości i identyfikacji osób ubiegających się o broń. Zaoferowano też obecnym posiadaczom odkupienie od nich broni przez państwo.

## Zdarzenia w Polsce
Aktywnym strzelcem określa się sprawcę strzelaniny w Zakładzie Karnym w Sieradzu, do której doszło 26 marcu 2007 roku. Do zdarzenia doszło, kiedy trzech policjantów Komendy Wojewódzkiej Policji w Łodzi przyjechało do zakładu karnego po aresztanta. Kiedy ich samochód wyjeżdżał już z terenu zakładu, wówczas dwudziestoośmioletni strażnik więzienny Damian Ciołek ostrzelał go z karabinka automatycznego AK. Dwóch policjantów zginęło na miejscu, trzeci zmarł w szpitalu, a aresztant został ciężko ranny. Sprawcę zatrzymali dopiero przybyli później antyterroryści, którzy postrzelili go w ramię. Podczas procesu sprawca twierdził, że przed strzelaniną słyszał w głowie głosy, które zmusiły go do otworzenia ognia. Został jednak uznany przez biegłych za zdrowego psychicznie, a powodem jego zachowania miały być problemy rodzinne.
Kolejnym incydentem noszącym znamiona ataku aktywnego zabójcy jest atak na biuro poselskie PiS w Łodzi, do którego doszło 19 października 2010 roku. Napastnik Ryszard Cyba wtargnął z pistoletem Walther PP do budynku, po czym zaczął strzelać do obecnych tam osób. Jeden z pracowników zginął po tym, jak został postrzelony pięciokrotnie w klatkę piersiową. Innego obecnego na miejscu napastnik obezwładnił przy użyciu paralizatora, po czym kilkukrotnie ranił go nożem. Napastnika obezwładnił strażnik miejski, kiedy ten krzyczał, że chce zabić Jarosława Kaczyńskiego. W wyniku ataku zginął pracownik biura, a inny został ciężko ranny. Zdaniem sądu napastnikowi było jednak obojętne, kto będzie przebywał podczas ataku w biurze i kogo zabije. Podczas procesu sprawca wyraził żal, że drugi zaatakowany przeżył i nie udało mu się go zabić. Powiedział, że chciał zabijać osoby powiązane z Prawem i Sprawiedliwością.
7 czerwcu 2011 roku w Tyczynie doszło do strzelaniny, w której siedemdziesięcioletni Augustyn K. po kłótni z sąsiadami wdarł się na ich posesję i zaczął strzelać do obecnych tam czterech osób. Ranne zostały dwie osoby: kobieta i jej ojciec. 2 sierpnia 2011 roku kobieta zmarła w rzeszowskim szpitalu. Sprawcy postawiono zarzut czterokrotnego usiłowania zabójstwa. Przyczyną tragedii miał być wieloletni spór sąsiedzki. 23 kwietnia 2012 roku sprawca popełnił samobójstwo w zakładzie karnym w Załężu.

## Wybrane zdarzenia z udziałem aktywnych zabójców

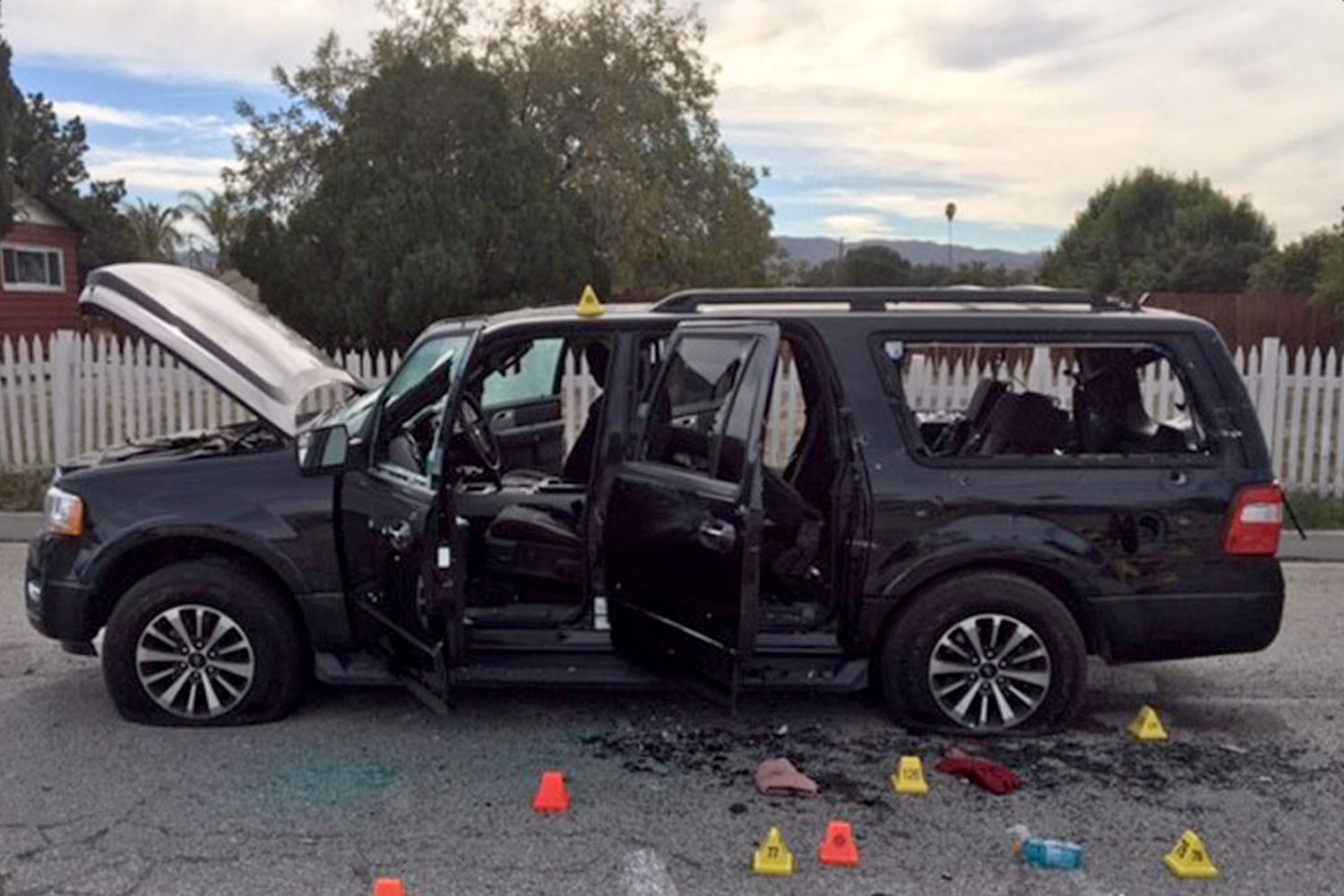
Samochód sprawców strzelaniny w San Bernardino, ostrzelany przez policjantów

- Masakra w Hungerford, Anglia, 19.08.1987 r., 16 osób zabitych, 17 rannych,
- Masakra w Dunblane, Szkocja, 13.03.1996 r., 18 osób zabitych (w tym 16 dzieci, 1 nauczyciel i napastnik), 15 rannych,
- Masakra w Port Arthur, Australia, 28.04.1996 r., 35 osób zabitych, 23 ranne,
- Masakra w Columbine High School, Kolorado, 20.04.1999 r., 15 osób zabitych, 24 ranne,
- Strzelanina w Zakładzie Karnym w Sieradzu, Polska, 26.03.2007 r., 3 policjantów zabitych, 1 ciężko ranny aresztant, sprawca postrzelony przez antyterrorystów,
- Masakra w Virginia Tech, Wirginia, 16.04.2007 r., 33 osoby zabite, 23 ranne,
- Strzelanina w Fort Hood, Teksas, 05.11.2009 r., 13 osób zabitych, 29 rannych[a],
- Atak na biuro poselskie Prawa i Sprawiedliwości w Łodzi, Polska, 19.10.2010 r., 1 osoba zabita, 1 ranna,
- Strzelanina w Tucson, Arizona, 08.01.2011 r., 6 osób zabitych, 15 rannych,
- Masakra na wyspie Utøya, Norwegia, 22.07.2011 r., 69 osób zabitych, co najmniej 110 rannych[b],
- Strzelanina w kinie w Aurorze, Kolorado, 20.07.2012 r., 12 osób zabitych, 59 rannych,
- Strzelanina w szkole w Newtown, Connecticut, 14.12.2012 r., 28 osób zabitych, 2 ranne,
- Strzelanina w Washington Navy Yard, Dystrykt Kolumbii, 16.09.2013 r., 13 osób zabitych, 8 rannych,
- Strzelanina w San Bernardino, Kalifornia, 02.12.2015 r., 16 osób zabitych, 23 ranne,
- Strzelanina w klubie nocnym w Orlando, Floryda, 12.06.2016 r., 50 osób zabitych, 53 ranne.